# اثر نسلی
اثر نسلی (انگلیسی: Cohort effect) اصطلاحی است که در علوم اجتماعی برای توصیف گوناگونی و دگرسانی در مشخصه‌ها و ویژگی‌های مورد مطالعه یک حوزه پژوهشی (مثلاً میزان بروز یک مشخصه، یا سن بروز آن) در طول زمان و در میان افرادی که تجربه زمانی مشترک (Temporal experience) یا تجربهٔ زیستی مشترک (Common life experience) دارند، به‌کار می‌رود. به‌عنوان مثال سالِ تولد، یا زمان مواجهه با پرتوافشانی.
اثر نسلی اهمیت زیادی در علم همه‌گیرشناسی دارد که در جستجوی الگوها و روال بیماری‌هاست. برخی بیماری‌ها ممکن است از طریق پدیدهٔ پیش‌بروزی، دچار تغییر اجتماعی شوند و اثر نسلی می‌تواند نشانگری برای بروز چنین پدیده‌ای باشد.
اثر نسلی از جهت «وابستگی منابع» (Resource dependency) و همچنین برای نظریه‌پردازان علوم اقتصاد دارای اهمیت است و سازمان‌های تابع را تحت تأثیر قرار می‌دهد. در سازمان‌ها، «نسل» با استفاده از تاریخ تولد یا تاریخ ورود تعریف می‌شود و ویژگی‌های مشترک به خود را دارند (اندازه، انسجام و همبستگی، رقابت) که می‌توان آن سازمان را متأثر کند. به‌عنوان مثال، اثر نسلی در ثبت‌نام مدارس و دانشگاه‌ها اهمیت دارد.
پژوهشگران برای آنکه بدانند آیا اثر نسلی در یک تحقیق و مطالعه موجود است، از مطالعه هم‌گروهی استفاده می‌کنند.